# Hydractinia polyclina
Hydractinia polyclina är en nässeldjursart som beskrevs av Agassiz 1862. Hydractinia polyclina ingår i släktet Hydractinia och familjen Hydractiniidae. Inga underarter finns listade i Catalogue of Life.